# Нотр-Дам-де-Фурвьер

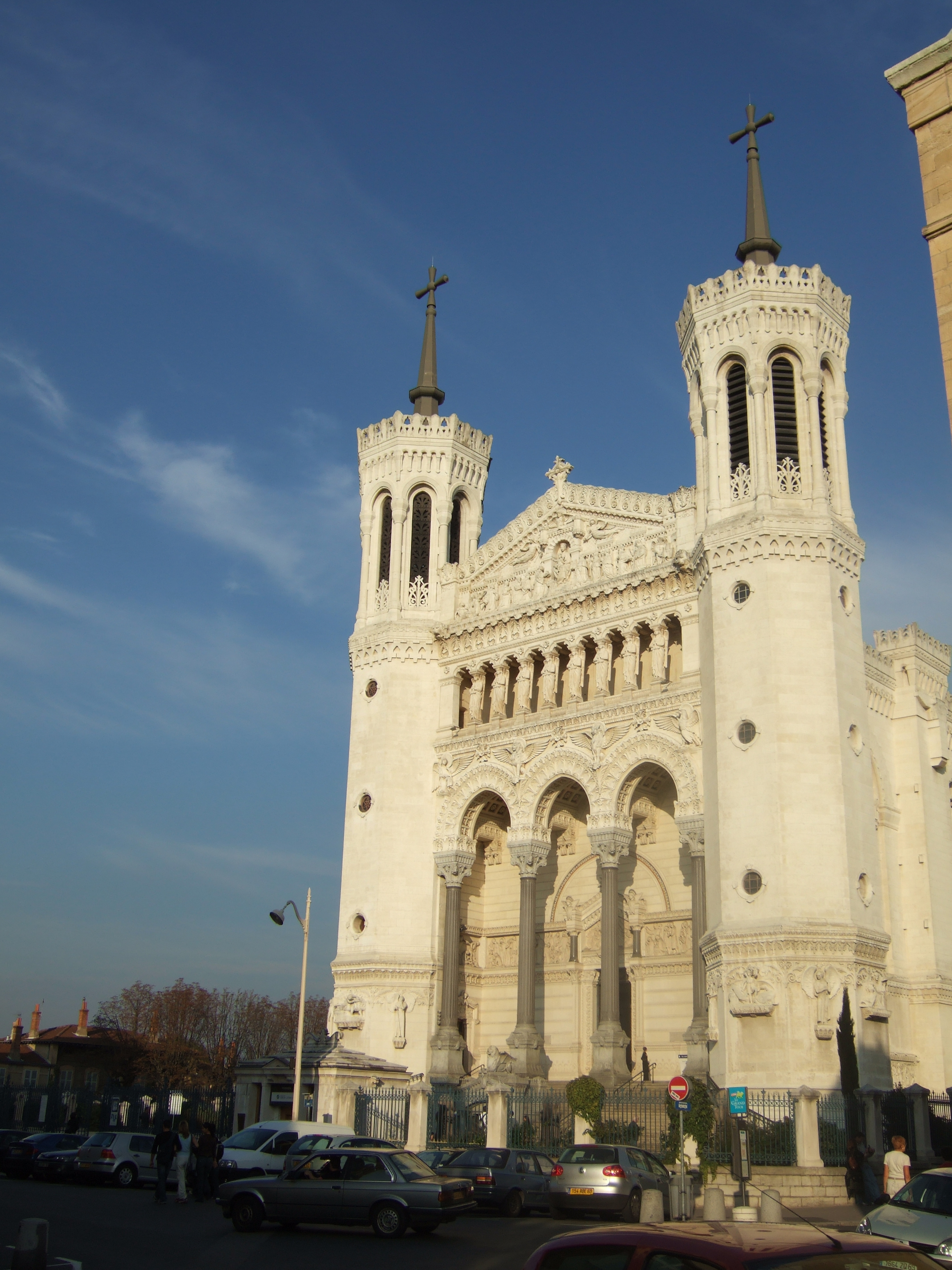
Главный вход в базилику

Базилика Нотр-Дам-де-Фурвьер — церковь на вершине холма Фурвьер, возвышающегося над Лионом, рядом с металлической башней на Фурвьере. Верхний храм освящён в честь Девы Марии; находящаяся под ним крипта освящена в честь святого Иосифа.  Построена в сочетании неовизантийского и неоготического стилей по проекту архитектора Пьера Боссана в конце XIX века.
Возведена на частные пожертвования в 1872–1884 годах (некоторые источники относят окончание строительства к 1876 или 1896 году). Первый камень заложен 7 декабря 1872 года, первая месса отслужена 1 мая 1890, освящение всего храма состоялось 16 июня 1896, статус базилики присвоен 16 марта 1897.
Рядом с базиликой находится башня-капелла, оставшаяся от средневековой церкви, разрушенной гугенотами в XVI веке. На её вершине в XIX веке установлена позолоченная статуя Девы Марии.

## История

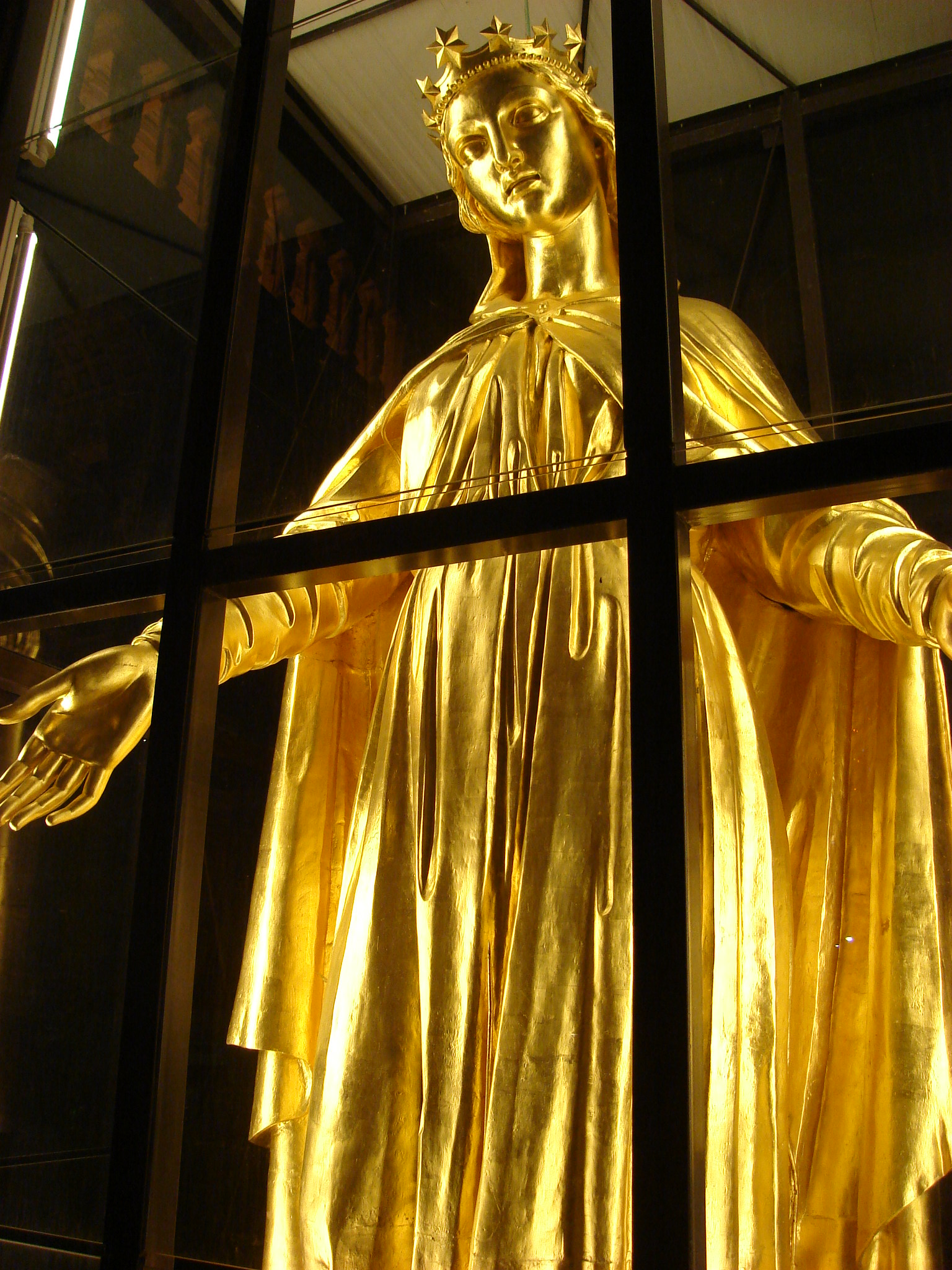
Позолоченная статуя Девы Марии (фотография сделана во время реставрации 2009 года).

История базилики начинается в 1168 году, когда каноник собора Сен-Жан Оливье де Шаван (фр. Olivier de Chavannes) основал церковь на развалинах бывшего здесь форума римского императора Траяна, откуда происходит название холма (латинское Forum vetus, перешедшее во французское Fourvière).
Церковь была разрушена гугенотами в XVI веке, но от неё осталась башня (капелла), которую можно видеть и поныне к югу от главного здания базилики.
В 1630 году Анна Австрийская молилась здесь Деве Марии о рождении наследника.
В 1643 году, когда в регионе бесчинствовала чума, члены городского магистрата Лиона совместно молились на холме Фурвьер Деве Марии с просьбой о защите города. Вскоре эпидемия прекратилась.
К XIX веку капелла настолько обветшала, что грозила обрушением. В 1830 году она была разобрана и воссоздана в прежнем виде. Восстановительные работы велись до 1845 года. В ознаменование двухсотлетнего юбилея избавления от чумы 8 декабря 1843 года на вершине   восстановленной капеллы была установлена статуя Девы Марии. Инаугурация капеллы и статуи состоялась в 1852 году.
С тех пор ежегодно 8 декабря в Лионе проводится Праздник света.
История с услышанной молитвой повторилась в 1870 году. Прусская армия завладела Парижем и продвигалась на юг. Войска находились на подходе к Бургундии, когда 8 октября 1870 года лионские жители во главе с архиепископом поднялись на холм Фурвьер, чтобы просить Деву Марию защитить город. Архиепископ при этом торжественно пообещал, что в благодарность будет воздвигнута церковь в честь Девы Марии. Через несколько дней армия Бисмарка повернула обратно. После окончания войны лионцы собрали деньги на возведение базилики.
Первые наброски проекта базилики сделаны Боссаном ещё до этих событий, в 1846 году, в это время он жил в Палермо.
Работы начались в 1872 году и завершились 12 лет спустя. Однако только в 1964 году внутренняя отделка храма – мозаики, скульптуры и витражи — была полностью завершена.
С 1982 года на башне базилики были установлены антенны Христианского радио Франции (RCF). В 1998 году Нотр-Дам-де-Фурвьер в составе исторического центра Лиона была включена в список Всемирного культурного наследия ЮНЕСКО.
В 2008 году позолоченная статуя Девы Марии была снята с колокольни для реставрации и укрепления свода колокольни и была выставлена на паперти перед базиликой. В 2009 году статуя снова заняла своё место наверху капеллы.
По проекту Базилики была построена церковь Нотр-дам-де-Виктуар во французском квартале Сан-Франциско, перестроенная после землетрясения 1906 года.

## Архитектура

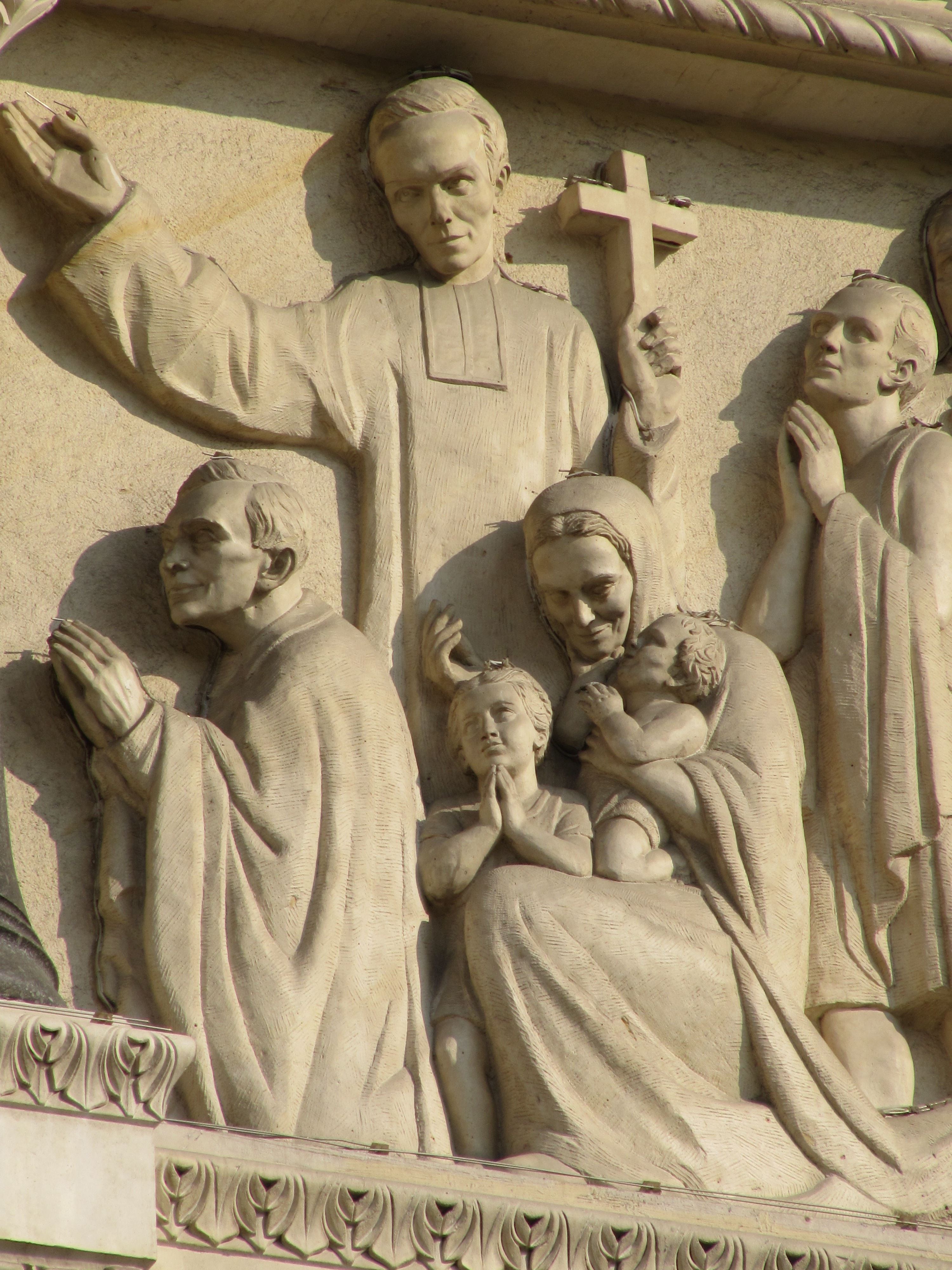
Барельеф блаженного Антуана Шевриера на фронтоне базилики Нотр-Дам-де-Фурвьер

Базилика состоит из двух храмов – нижнего и верхнего. Верхний храм богато украшен, в то время как нижний – отделан более скромно. Знаменита своими мозаиками, витражами и криптой Святого Иосифа. Возвышающаяся над вершиной холма Фурвьер, базилика стала символом Лиона. Имеет четыре башни и колокольню.